# Cerca medieval de Évora
A cerca medieval de Évora, também referida como cerca nova de Évora, muralha medieval de Évora ou muralhas fernandinas de Évora, refere-se às muralhas da cidade de Évora erigidas por D. Afonso IV e D. Fernando I. Localizam-se na freguesia de Santo Antão, na cidade de Évora, em Portugal.
O seu conjunto encontra-se classificado como Monumento Nacional desde 1922, e integra o conjunto do Centro Histórico de Évora, inscrito como Património Mundial da UNESCO.

## História
As obras de edificação deste circuito de muralhas tiveram início no século XIV, por ordem de Afonso IV de Portugal e perduraram até ao reinado de Fernando I de Portugal.
Posteriormente, no século XVII foram reforçadas pela construção de baluartes avançados.

## Descrição
O conjunto é constituído pelas torres e panos de muralha erguidos nos séculos XIV e XV que delimitam a cidade medieval, as torres da Rampa dos Colegiais, do Baluarte de São Bartolomeu, do Jardim Público, das Portas de Aviz, as que se situam nas proximidades do Convento do Calvário (entre as portas do Raimundo e da Lagoa), e entre o baluarte do conde de Lippe e o Quartel de Cavalaria.
Essas estruturas são caracterizadas por diversos estilos arquitectónicos, desde o gótico e o manuelino das janelas dos alçados Norte e Oeste, o estilo abaluartado do tipo Vauban da Porta de Aviz e de outros troços da muralha seiscentista, até ao estilo revivalista da Porta do Raimundo ou a descaracterização da Porta da Lagoa, em virtude das numerosas reedificações e restauros aos longo dos séculos.